# Julien de Parme
Julien de Parme, pseudonimo di Bartolomeo Ottolini o di Jean-Antoine Julien (Cavigliano, 23 aprile 1736 – Parigi, 28 luglio 1799), è stato un pittore svizzero naturalizzato francese.

## Biografia
Il suo vero nome e le sue origini non sono del tutto accertate. Era forse il figlio naturale di Giacomo Ottolini, un muratore, e di Lucia Bruzzetti. Fu orientato verso la pittura dalla madre, che lo portò a Craveggia presso l'atelier di Giuseppe Mattia Borgnis. Nel 1747, all'età di 12 anni, andò in Francia per perfezionare il suo stile e visitò diverse città, tra cui Châteauroux dove rimase per quattro anni. Nel 1759 andò a Parigi, dove si specializzò nei ritratti.
Dal 1760 al 1773 fece un lungo soggiorno a Roma, interrotto solo nel 1771 con un breve soggiorno a Venezia.  In cambio di una "onesta pensione" (così la definisce nella sua autobiografia) fornitagli da Guillaume du Tillot, primo ministro del Ducato di Parma, forniva annualmente un quadro alla corte di Parma. Occupava il resto del tempo a disegnare copie di opere antiche e ad eseguire copie tratte da Raffaello, il suo pittore preferito.
In giugno del 1773 tornò a Parigi e vi rimase fino alla morte. Da allora firmò tutte le sue opere "Julien de Parme" in omaggio al suo protettore Filippo I di Parma, ma non visitò mai Parma. In precedenza si firmava "J." e in una sola occasione (nella Battaglia tra i Romani e i Sabini interrotta dalle Sabine del 1772) "I. A. Julien"; da questa firma sembra provenire il nome Jean-Antoine Julien con cui è a volte citato in Francia.
Il suo stile neoclassico, probabilmente in anticipo sui tempi, e la sua formazione in gran parte da autodidatta lo resero in vita pressoché sconosciuto. Riuscì a vendere pochissime opere e morì in miseria. Il suo nome fu per molto tempo dimenticato e venne spesso confuso col suo contemporaneo Simon Julien. Fu riabilitato solo verso la fine del XX secolo da Pierre Rosenberg, storico dell'arte e direttore del Museo del Louvre, che gli consacrò un'esposizione nel 1998.

## Galleria d'immagini

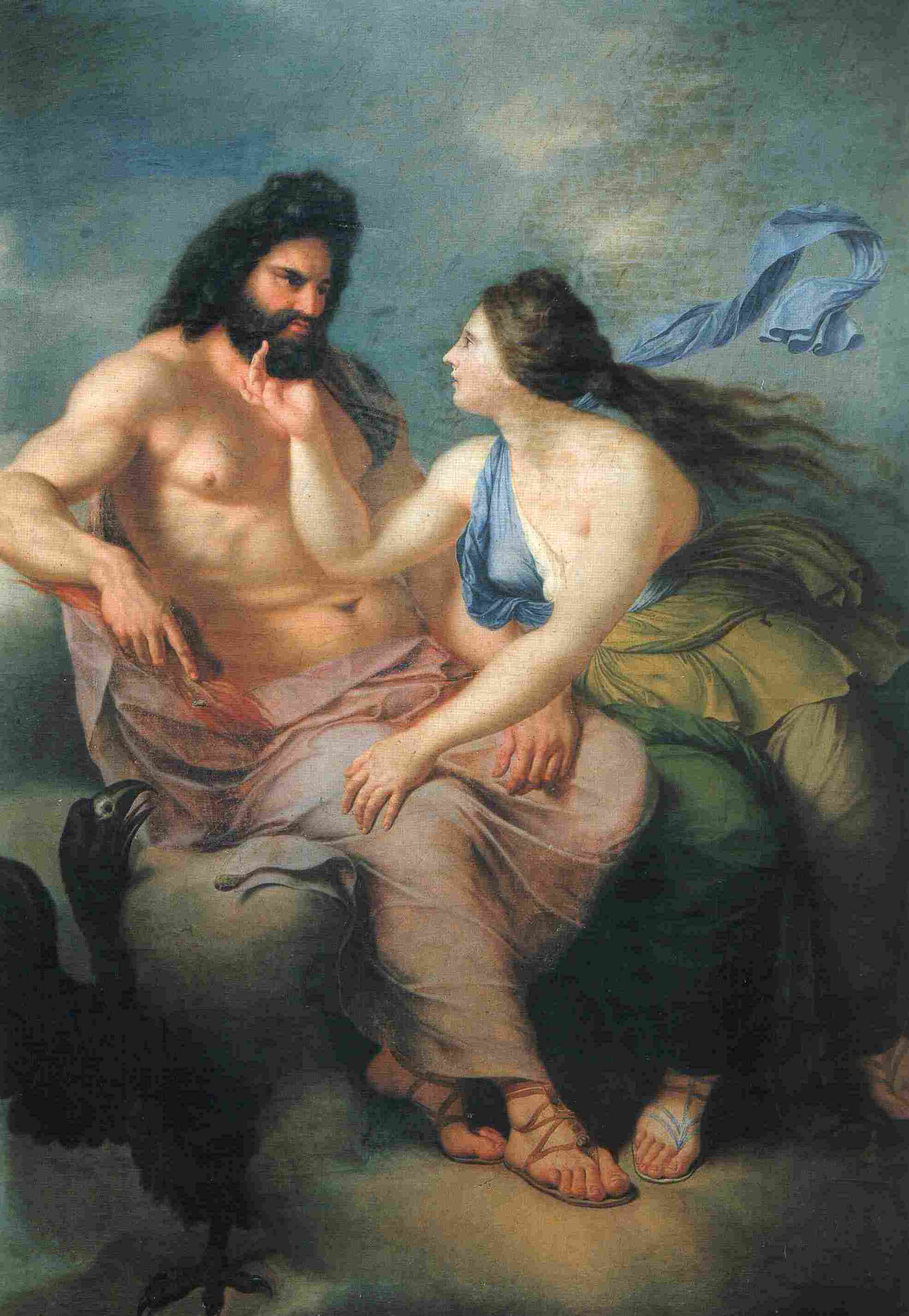
Giove e Teti. Palazzo Pitti, Galleria d'Arte Moderna
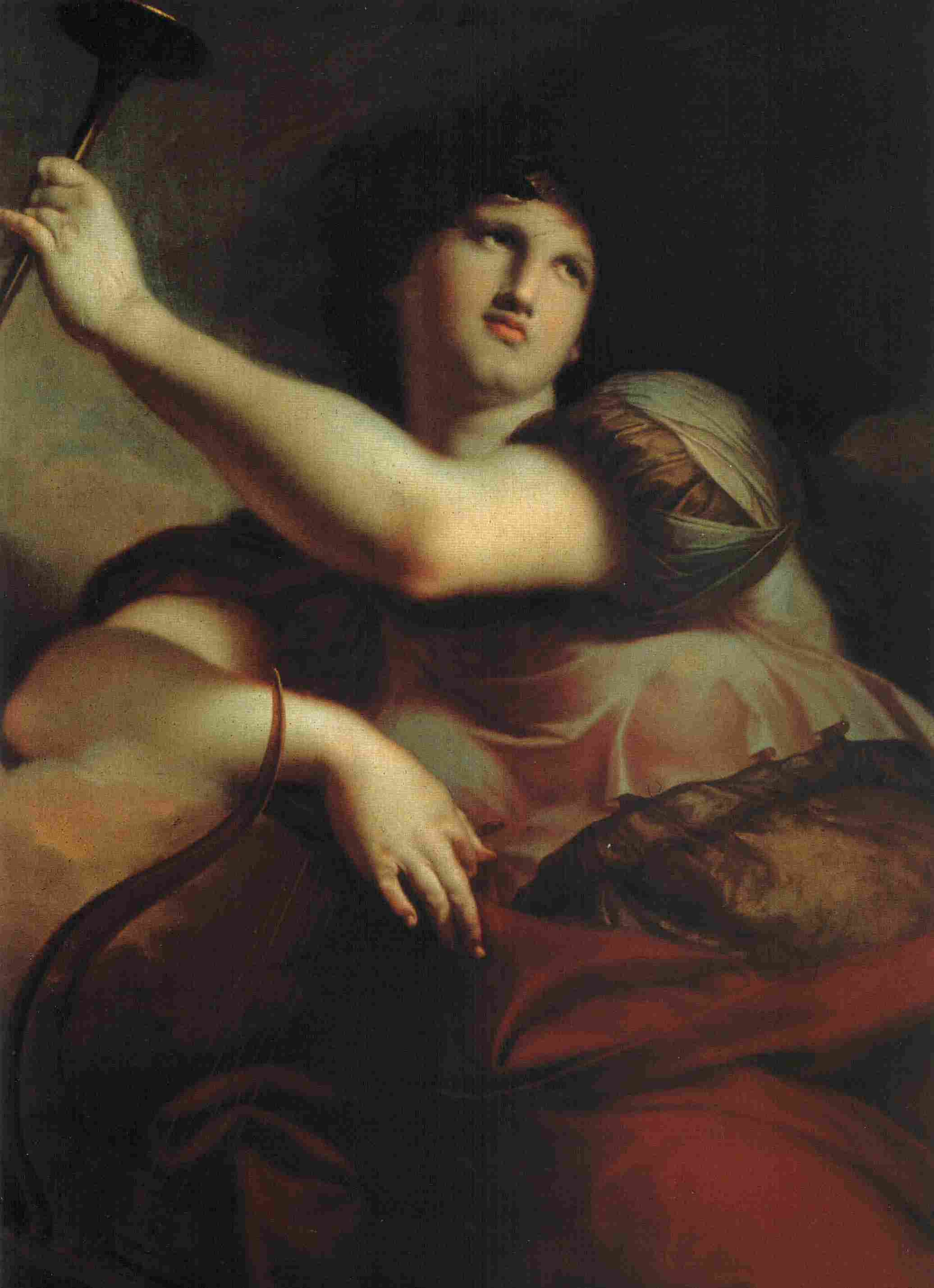
Allegoria della Poesia. Museo Calvet, Avignone
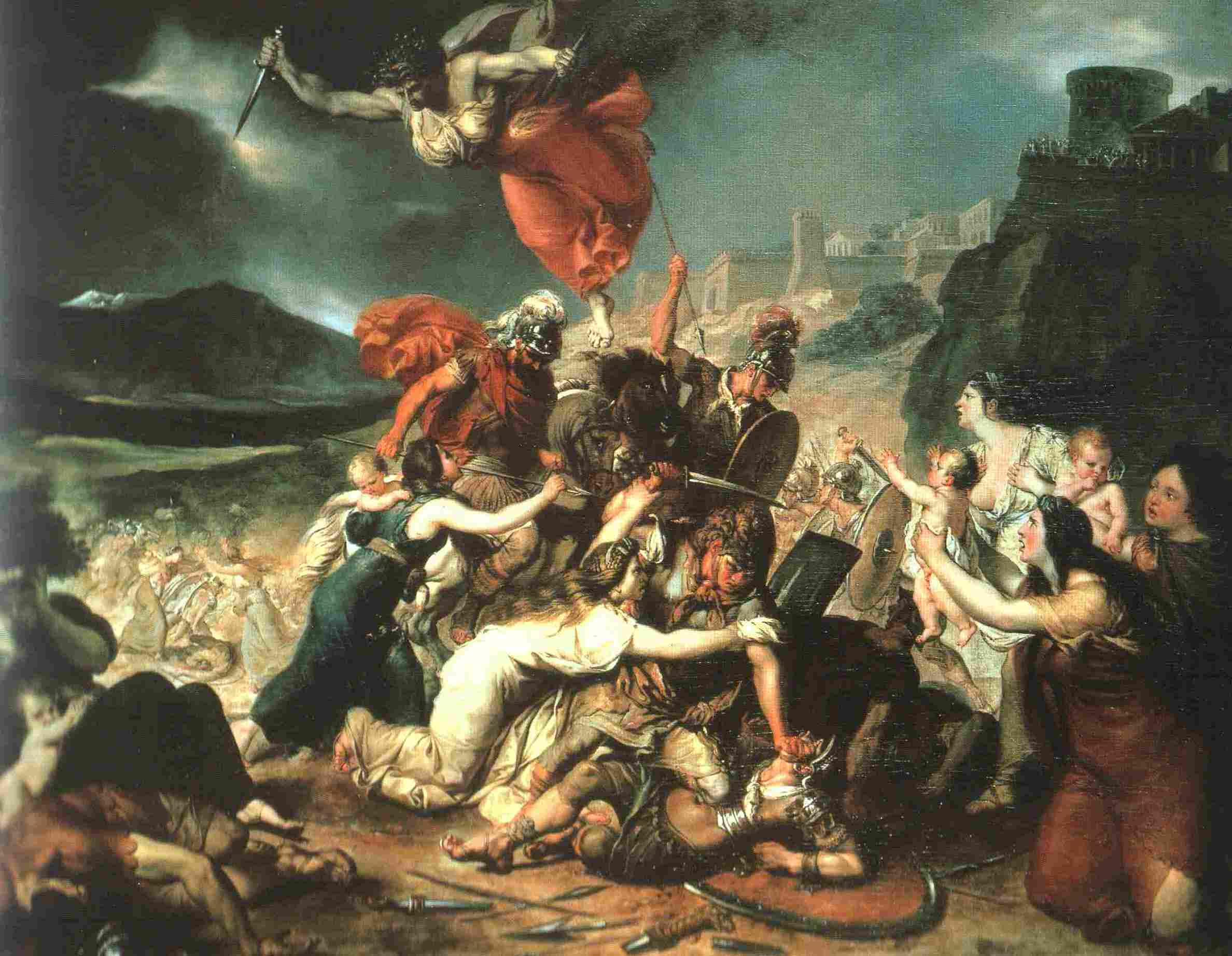
Battaglia tra i Romani e i Sabini. Fondazione Magnani-Rocca
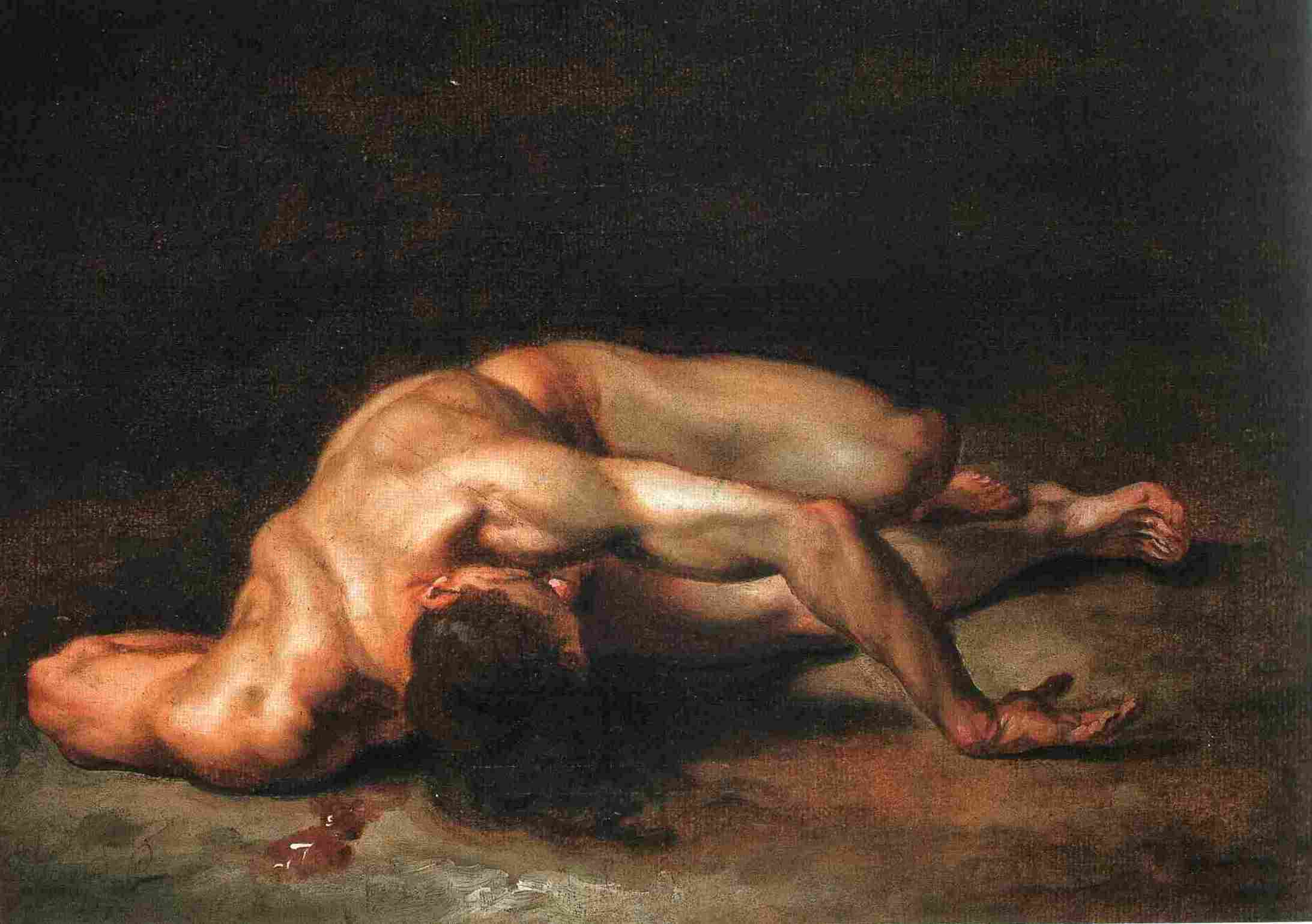
Uomo ignudo sdraiato al suolo. Collezione Franco Maria Ricci, Milano